# 수염수리
수염수리(bearded vulture 비어디드 벌처[*], lammergeier 래머르가이어[*], ossifrage 아서프리즈[*])는 맹금류의 일종으로 수염수리속(Gypaetus 깁타에투스[*])의 유일종이다. 학명은 깁타에투스 바르바투스(Gypaetus barbatus). 구세계독수리의 일종으로 여겨지지만, 유전적으로 가장 가까운 이집트독수리 외에 다른 독수리들과는 그렇게 가깝지 않다. 원래 멸종위기등급이 관심 불필요(LC)였으나 개체수 감소 추세 때문에 2014년 7월 이후로 취약근접종(NT)로 재분류되었다.
수염수리는 뼈만 먹는 것으로 알려진 유일한 동물이다. 서식지는 남유럽, 코카서스, 아프리카, 인도 아대륙, 티베트고원 등지의 높은 산맥 위다. 한겨울에 알 두 개를 낳고 초봄에 부화한다. 텃새이다.

## 계통 분류
2021년 카타나흐(Catanach) 등과 생스터(Sangster) 등의 연구에 기초한 수염수리아과 계통 분류이다.
|  | 아프리카매     |
|  |                |
|  | 마다가스카르매 |
|  |                |

| 야자민목독수리속 | 야자민목독수리                                                                                            |
|                  | 야자민목독수리                                                                                            |
|                  | \| 이집트독수리속 \| 이집트독수리 \| \| \| 이집트독수리 \| \| 수염수리속 \| 수염수리 \| \| \| 수염수리 \| |
|                  | |
| 이집트독수리속   | 이집트독수리                                                                                              |
|                  | 이집트독수리                                                                                              |
| 수염수리속       | 수염수리                                                                                                  |
|                  | 수염수리                                                                                                  |

| 이집트독수리속 | 이집트독수리 |
|                | 이집트독수리 |
| 수염수리속     | 수염수리     |
|                | 수염수리     |

|  | 아프리카매     |
|  |                |
|  | 마다가스카르매 |
|  |                |

| 야자민목독수리속 | 야자민목독수리                                                                                            |
|                  | 야자민목독수리                                                                                            |
|                  | \| 이집트독수리속 \| 이집트독수리 \| \| \| 이집트독수리 \| \| 수염수리속 \| 수염수리 \| \| \| 수염수리 \| |
|                  | |
| 이집트독수리속   | 이집트독수리                                                                                              |
|                  | 이집트독수리                                                                                              |
| 수염수리속       | 수염수리                                                                                                  |
|                  | 수염수리                                                                                                  |

| 이집트독수리속 | 이집트독수리 |
|                | 이집트독수리 |
| 수염수리속     | 수염수리     |
|                | 수염수리     |